# Вена порта
Вена порта или портална вена јетре (лат. vena portae hepatis) је велика вена која доводи крв из органа за варење у јетру. Јетра има два аферентна крвна система (вену порту и артерију јетре) и један еферентни крвоток (јетрене (хепатичне) вене ). Вена порта настаје из три главне венска крвна суда - слезинске, доње и горње мезентријске вене - и на тај начин прикупља крв из слезине, желуца, танког и дебелог црева, жучне кесице и гуштераче и доводи је у јетру.
Циркулација кроз паренхим јетре, тј. микроциркулација јетре обавља се кроз фино гранање доводног крвног система у синусоиде, артериоле и капиларе и кроз одвод крви из синусоида директно у централне, затим сублобулске и друге веће хепатичке вене из јетре. Крв која долази преко вене порте у јетру доноси ресорбовани нутритивне али и токсичке материјале из целог цревног подручја, а захваљујући посебној микроциркулацији у јетри омогућава директан контакт са хепатоцитима и са Купферовим ћелијама.

## Анатомија
Венски систем, којим се крв враћа из желуца, црева, слезине, гуштераче и жучне бешике скупља крв у једну велику вену, вену порту (лат. v. portae) и заједно са њом чини порталну циркулацију. У јетри из грана порталне вене крв прелази у синусоиде јетре који су по својој грађи слични капиларима. Поред тога крв кроз јетрене вене наставља да тече и у доњу шупљу вену.
У главно стабло портне вене улива се директно пилорусна, цистична и коронарне гастричне вене. Отуда у цирози јетре (која је најчешћи узрок порталне хипертензије због застоја у јетри и повећаног притиска крви на зидове вена), настају колатерале - познате и као синдром венских варикозитета. У хилусу јетре вена порта се грана најчешће у десну и леву грану. Огранци вене порте у паренхиму јетре имају даљи сегментни распоред, што има и велики клинички значај. 
Вена порта се обично настаје на ушћу горње мезентеричне вене и вене слезине и прима крв из доње мезентеричне, желудачне, и цистичне вене. Три хепатичне вене (десна, средња, лева) представљају главни пут дренаже крви из јетре.
Хепатичне вене леже у фисурама којима се јетра дели на лобусе и секторе. Оне су интерсегменталне и дренирају делове суседних сегмената, што је у супротности са дистрибуцијом грана хепатичне артерије, вене порте и жучних водова, који обједињени у педикле, управо дефинишу сегменте јетре. Десна хепатична вена лежи у десној сцизури и дели десни лобус на задњи и предњи сектор, а дренира сегменте V, VI, VII и делом сегмент VIII јетре. Средња хепатична вена лежи у главној сцизури, одвајајући десни предњи сектор од медијалног сектора и дренира сегменте IV, V и VIII.
Лева хепатична вена лежи у левој сцизури, непосредно десно од фалциформног лигамента и дренира сегменте II и III и делом сегмент IV. Хепатичне вене настају од централне вене лобулуса јетре. Након формирања мањих вена, настају десна и лева хепатична вена које се уливају у доњу шупљу вену. Док периваскуларни фиброзни омотат обавија портне тријаде унутар јетре, хепатичне вене немају фиброзни омотач.
Десна хепатична (јетрена) вена, након кратког екстрахепатичног тока од око 1 cm, дренира се директно у супрахепатичну и доњу шупљу вену. Средња и лева хепатична вена се најчешће претходно сједињују у кратко заједничко стабло, које се улива са леве стране у доњу шупљу вену.

## Физиологија
Портална вена јетре је велики крвни суд пречника од 8 до 12 mm код одраслих. Хепатични портални систем је прелазни мост који обезбеђује 75 до 80% протока крви из дигестивног тракта, преко кога се усмеравају хранљиве материје у јетру у којој се оне складиште или служе за локалну или системску примену. Осим последње трећине правог црева, сва крв се из желуца, танког и дебелог црева улива у хепатичну вену. Главни физиолошки смисао овакве организације крвотока јесте пречишћевање крви од потенцијално штетних материја (отуд ранији назив детоксикација) и обрада хранљивих материја од стране ензима јетре. Ови ензими делују, између осталог, и на лекове, третирајући их као стране супстанце које треба елиминисати, односно превести у нешкодљиве (у овом случају и неефикасне) метаболите. Ипак, метаболизам лекова не иде нужно ка стварању неактивних метаболита па се термин детоксикација сматра опсолентним.
Портални притисак у систему вене порте је између 5 и 10 mmHg, што омогућава савладавање синусоидне баријере јетре пре пражњења крви у доњу шупљу вену. Урођене аномалије у систему вене порте као и стечени поремећаји у анатомском односу панкреаса и вене порте (неопластични процеси у глави и телу гуштераче, који могу узроковати спољашњу компресије на гранама вене порте) повећавају ризик од појаве порталне хипертензије.